# 曽我祐典
曽我 祐典（そが ゆうすけ、1944年10月29日 - ）は、日本のフランス語学者。関西学院大学名誉教授。
中国天津生まれ。1968年東京外国語大学フランス語科卒、75年同大学院修士課程修了。70－73年パリ第3大学に学ぶ。1975年関西学院大学文学部助手、講師、助教授、教授。91年「フランス語における状況の表現法の研究」で関西学院大学より文学博士の学位を取得。2015年定年、名誉教授。

## 著書
- 『フランス語のしくみ 第一歩からの道案内』白水社 1981
- 『フランス語における状況の表現法 構文・動詞叙法の選択』白水社 関西学院大学研究叢書 1992
- 『フランス語がわかる』白水社 1995
- 『ことばのしくみフランス語 改訂版』白水社 1996
- 『文のかたち フランス語初級』第三書房 1998
- 『中級フランス語つたえる文法』白水社 2011

### 共著
- 『コレクション・フランス語 1(入門)』田島宏編 中井珠子,小石悟,中川努,古石篤子共著　白水社 1988
- 『コレクション・フランス語 2(初級)』田島宏編 古石篤子,小石悟,中井珠子,中川努共著　白水社 1989
- 『コレクション・フランス語 3(文法)』田島宏編 西村牧夫共著　白水社 1990
- 『コンコルド和仏辞典』高塚洋太郎、山方達雄,鈴木覚,小方厚彦,矢島猷三, ジャン・ショレー,柏岡珠子共編 白水社 1990
- 『コレクション・フランス語 4(話す)』田島宏編 中川努,中井珠子,古石篤子,東浦弘樹,小石悟共著　白水社 1991
- 『使える朝鮮語  聞く・話す・読む・書く』池貞姫共著 白水社 1997
- 『フランス語聞く・話す・読む・書く』中川努,中井珠子共著 白水社 2008
- 『フランス語2020』中川努,中井珠子共著 白水社 2011

### 翻訳
- 『ロベール・クレ仏和辞典』Josette Rey-Debove原監修 西村牧夫,鳥居正文,中井珠子,飯田良子,菊地歌子,井元秀剛,増田一夫共編訳 駿河台出版社 2011

## 論文
- <曽我祐典